# Duomo vecchio (San Severino Marche)
Il duomo di San Severino è uno dei principali monumenti di San Severino Marche, nella provincia marchigiana di Macerata.
Sorge sulla cima del Monte Nero, nell'area della città medievale, ed è comunemente detto duomo vecchio, per distinguerlo dall'attuale duomo di Sant'Agostino, che sorge nel borgo a valle, denominato duomo nuovo.

## Storia e descrizione

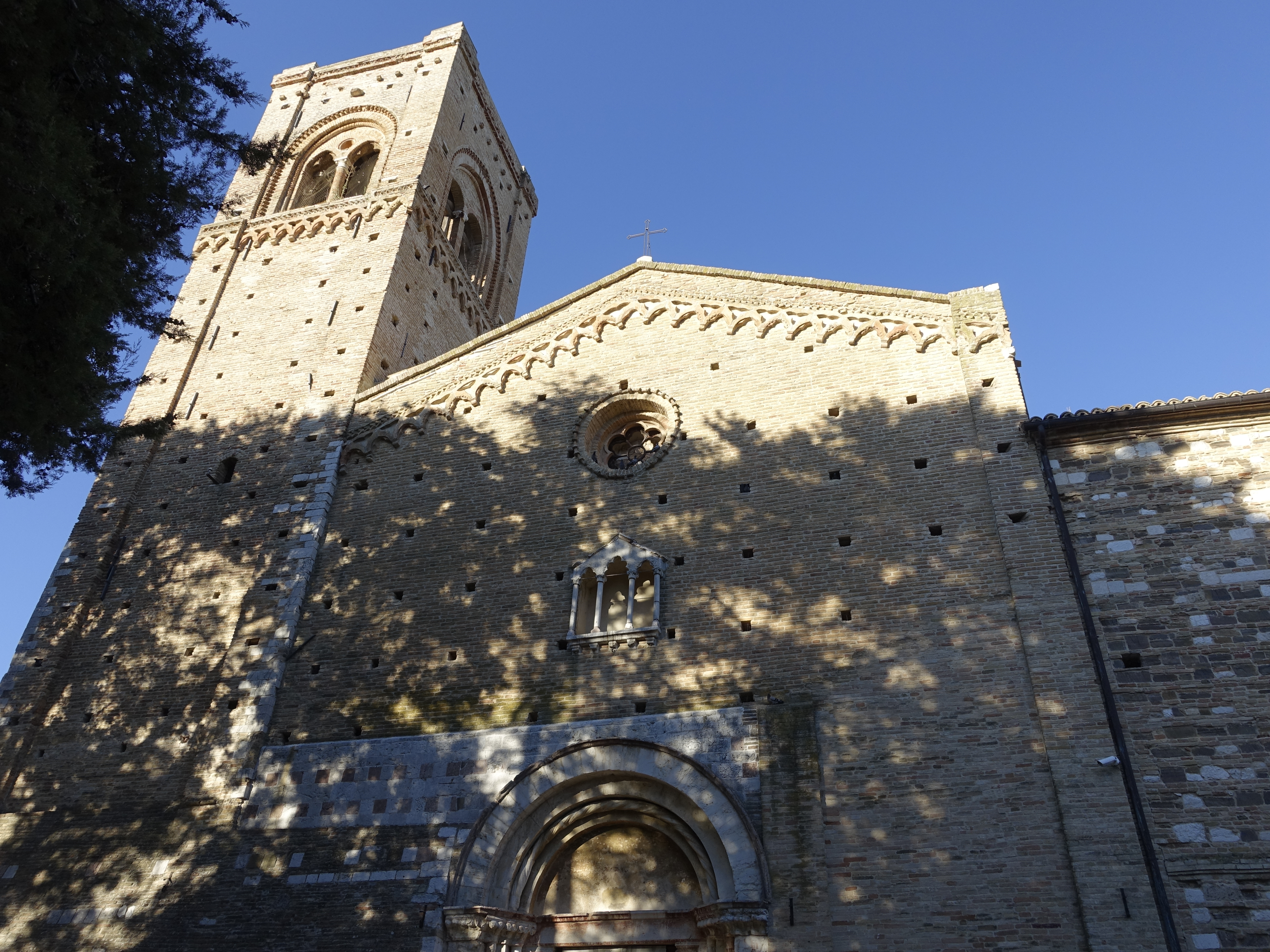
La facciata.

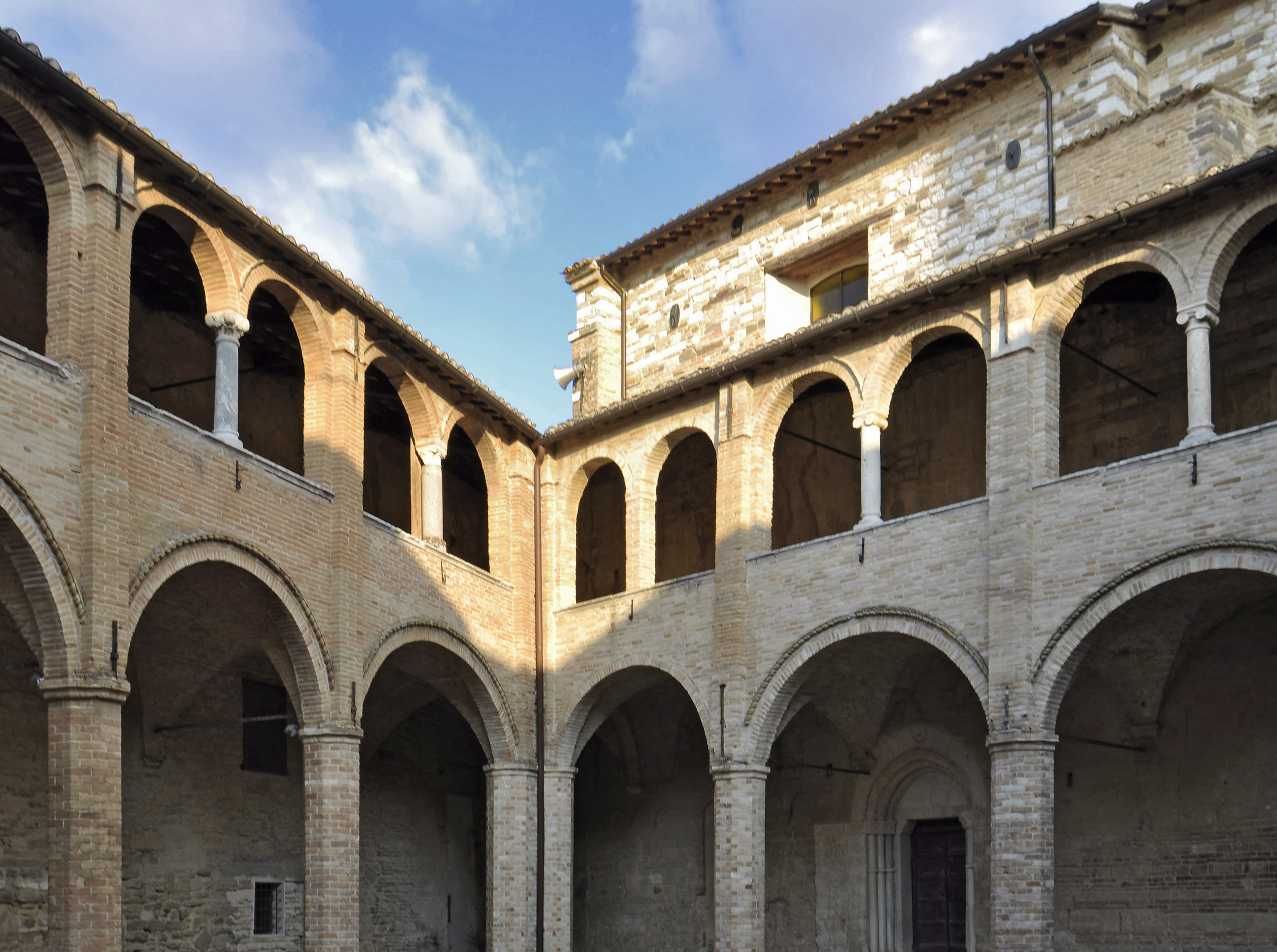
Il chiostro.

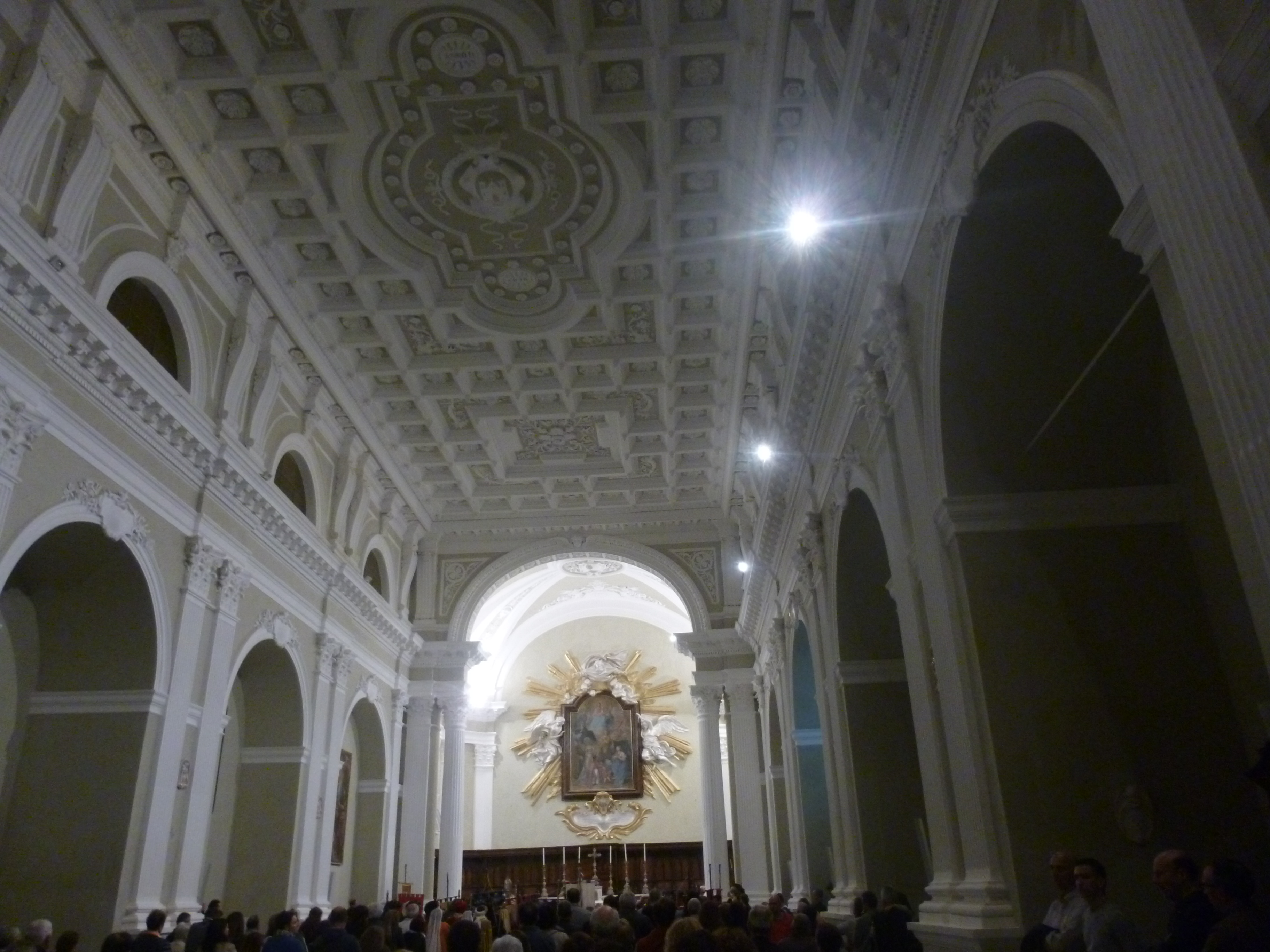
L'interno tardobarocco.

Una prima cattedrale dedicata a san Severino venne eretta in questo luogo nel 944
, ma già nel 1061 venne rifatta, e poi più volte ricostruita e rimaneggiata.
L'edificio attuale venne eretto nella fine del XIII secolo in stile romanico-gotico e consacrato nel 1304. Tuttavia di quest'epoca si conservano solo la facciata e il bel campanile trecenteschi.
Il fronte, a capanna, è aperto da un portale trecentesco a tutto sesto, sormontato da un'edicola-trifora con archetti trilobati e da un oculo. Corre in alto una fascia di archetti pensili.
Il poderoso campanile, a base quadrata, presenta la cella campanaria alla sommità aperta da quattro grandi bifore sotto le quali corre un fregio ad archetti trilobati. Addossato alla sinistra della facciata, servì come esempio alla costruzione degli altri campanili nei dintorni.
Alla fine del XV secolo venne aggiunto il chiostro del lato destro. Nel 1664 venne ristrutturata su disegno di frate domenicano Giuseppe da Palermo. L'interno, dal quale si accede attraverso un atrio, venne totalmente rifatto nel 1741 quando ricevette la decorazione tardo-barocca a stucchi bianche su fondo verde e venne realizzato il soffitto a lacunari. Ha una pianta basilicale a navata unica, con cappelle laterali e coro quadrato.

## Opere d'arte
Nella cappella ricavata sotto la torre vi erano resti di affreschi delle Storie di San Giovanni Evangelista, eseguiti da Jacopo e Lorenzo Salimbeni, dopo il terremoto del 1996 furono traslati alla Pinacoteca comunale.
Fra le altre opere d'arte conservate spiccano:
- Pregevoli stalli del coro lignei rinascimentali, iniziati dall'intagliatore locale Domenico Indivini nel 1483 e completato dai fratelli Acciaccaferri nel 1513[2].
- San Domenico sostenuto dagli Angeli tela attribuita a Carlo Cignani, nella seconda cappella destra.
- Altar maggiore con tavola di Bernardino di Mariotto, 1512.
- Tribuna e cassa d'organo settecenteschi in controfacciata.